# Katedrála svatého Klimenta
Katedrála svatého Klimenta je katedrální chrám řeckokatolického apoštolského exarchátu. Nachází se v areálu Klementina v pražském Starém Městě. Tento původně římskokatolický jezuitský kostel je jedním z nejvýznačnějších památek vrcholného baroka v Praze. V souboru staveb celého Klementina je chrám chráněn jako národní kulturní památka. Kostel sv. Klimenta se stal předlohou kostela sv. Františka Xaverského při jezuitském klášteře v Opařanech.

## Historie
Nejstarší chrámovou stavbou na tomto místě byl drobný románsko-gotický kostel se dvěma pětibokými apsidami, při němž si dominikáni v roce 1227 založili svůj klášter, zpustošený husity v roce 1420.
Nový jednolodní barokní chrám byl vystavěn jezuity v areálu Klementina v letech 1711 až 1715 podle projektu neznámého architekta jako novostavba a vysvěcen arcibiskupem Mayerem z Mayernu. Obvykle uváděné připsání projektu kostela Františku Maxmiliánu Kaňkovi není úplně průkazné.
Pro potřeby řeckokatolických věřících jej vyčlenil v roce 1931 pražský arcibiskup František Kordač, a na katedrálu byl povýšen bulou papeže Jana Pavla II. ze dne 13. března 1996, jíž byl zřízen apoštolský exarchát.
Od začátku 21. století se katedrála postupně stala útočistěm především ukrajinských řeckokatolíků. Zejména po roce 2022 se katedrála potvrdila jako jeden z hlavních stánků náboženského života ukrajinské menšiny v Česku.

## Popis

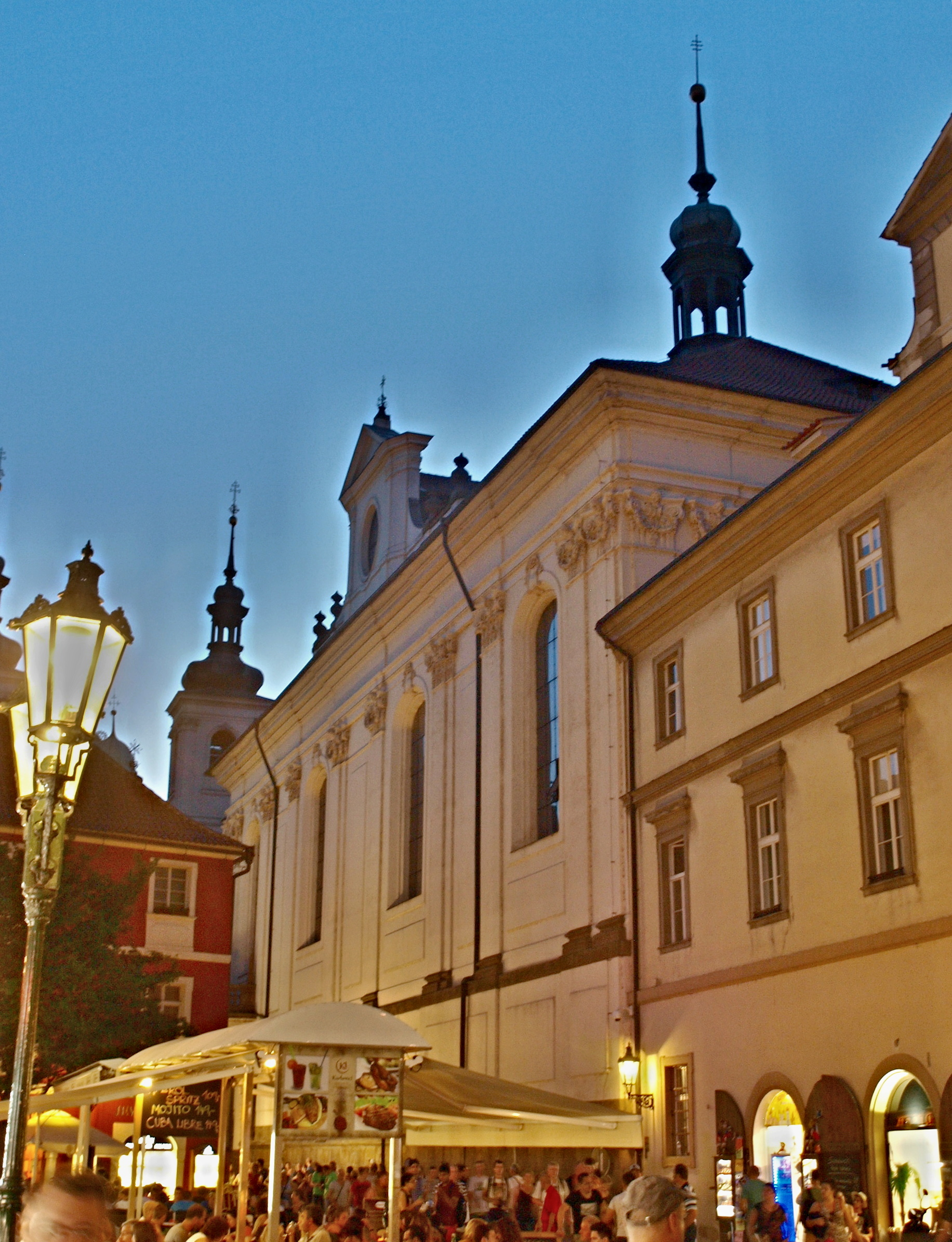
Jižní průčelí kostela do Karlovy ulice

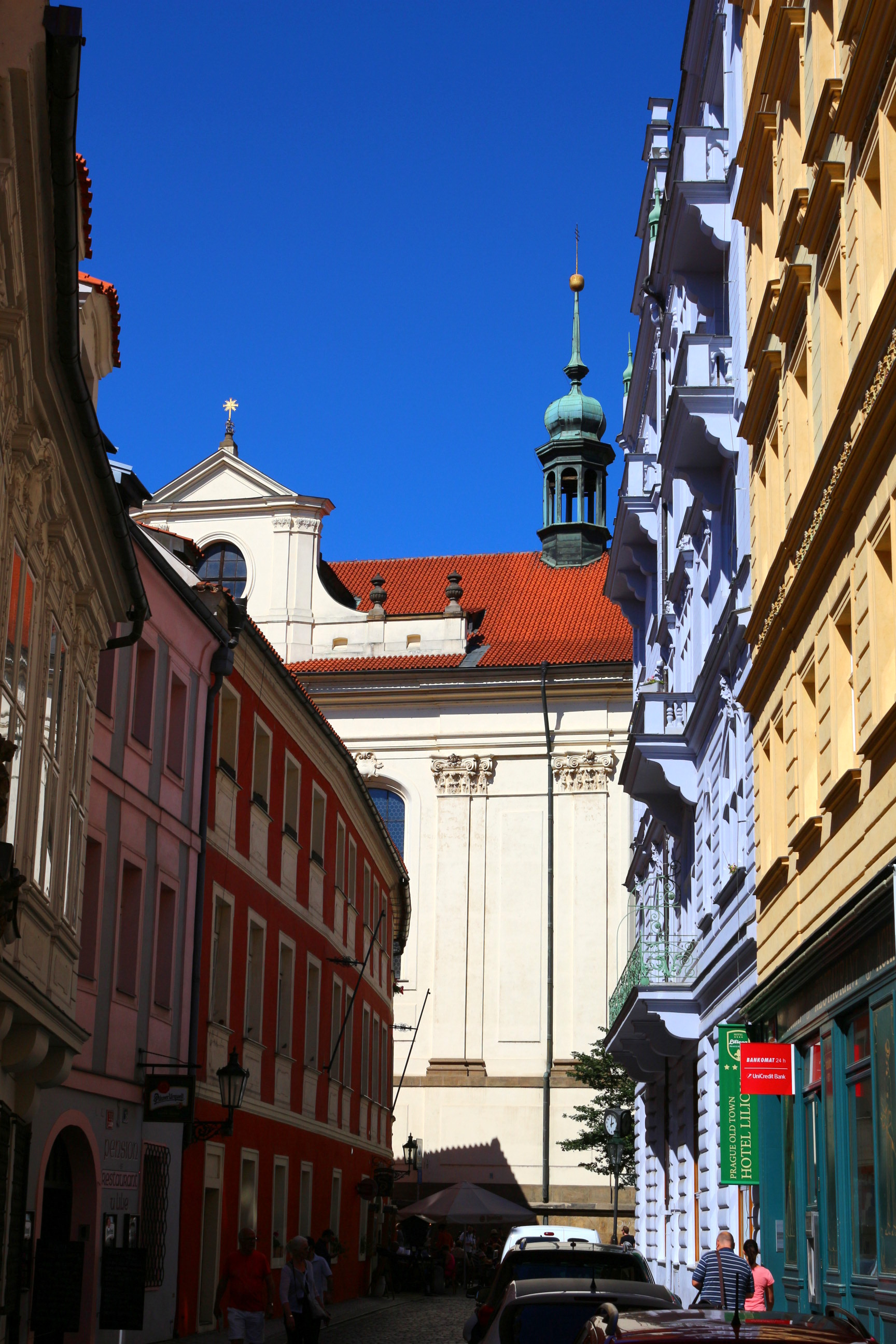
Část katedrály viditelná z Liliové ulice

Zvenku střídmě modelovaná stavba vyniká jen vysokou hranolovou věží s barokní cibulovitou bání, která obohacuje panoráma Starého Města jako jedna z dominant stověžaté Prahy. S chrámem Nejsvětějšího Salvátora byl tento kostel původně propojen společnou sakristií (nyní je průchod uzavřen).

### Krypta
V kryptě jsou zděné hrobové přihrádky (loculi). Je zde pohřben například kronikář Václav Hájek z Libočan (+1553), který zemřel v nedalekém klášteře dominikánek u sv. Anny.

## Výzdoba interiéru
Bohatě zdobený interiér představuje vynikající příklad propojení všech výtvarných řemesel radikálního pražského baroka do jednoho celku, tzv. Gesamtkunstwerk. Hlavní dojem vytváří fresková malba klenebních polí se scénami ze života sv. Klimenta s iluzivní architekturou hlavního oltáře a výpravnou sochařskou složkou.

### Fresky

#### Hlavní oltář
Původní iluzivní oltář od malíře Jana Hiebla dokončený roku 1715, byl nahrazen dílem Josefa Kramolína v roce 1770 s postavami evangelistů a Nejsvětější Trojice. Od Kramolína pochází i ústřední obraz Apoteóza sv. Klimenta a oválný obraz sv. Ignáce z Loyoly v nástavci.

#### Klenba
Čtyři freskové výjevy ze života sv. Klimenta na klenbě lodi vymaloval Jan Hiebel v letech 1714–1715.
1. Nad hlavním oltářem: Sv. Kliment byl za svou víru poslán císařem Traianem do vyhnanství na Chersonés, kde nalezl 2000 trpících křesťanů, odsouzených k práci v kamenolomech. Modlil se za ně a dodal také jim naději a víru, takže vyčerpaní a žízniví spatřil na skále ve svatozáři Beránka Božího, pod jehož nohama vytryskl pramen čerstvé vody.
2. Katané sv. Klimenta odsoudili k smrti a přivázali mu na krk kotvu, s níž ho vrhají do moře.
3. Andělé adorují na oltáři ostatky sv. Klimenta, který již byl vzat do nebe. Ke chrámu se sbíhají věřící.
4. Nad kruchtou: Nebeská klenba je vyobrazena s Nejsvětější Trojicí uprostřed, adorují ji sv. Kliment a sv. Alois z Gonzagy, pod nimi andělé drží rozvinutý rys s vyobrazením koleje Klementinum.

### Sochy
Na bočních oltářích vynikají početné bíle štafírované a zlacené řezby světců a andělů. V nikách lodi se nacházejí kamenné sochy čtyř západních církevních otců a čtyř evangelistů. Na stříškách šesti zpovědnic jsou sochy kajícníků a Krista Dobrého pastýře polychromované jako kořenové dřevo. Kazatelna je zdobena dřevořezbami se scénami ze života sv. Františka Xaverského. Na varhanní skříni sedí muzicírující andělé. Tato výzdoba tvoří vůbec nejkvalitnější a nejpočetnější soubor řezeb a skulptur z dílny sochaře Matyáše Bernarda Brauna z let 1717–1721. Architráv, pilastry a kruchta jsou pokryty štukaturami Štěpána Götzlera.

### Obrazy
Roku 1716 byl na první oltář na epištolní straně objednán za 1000 zlatých obraz Sv. Linhart navštěvuje vězně se sv. Vavřincem v oblacích od významného malíře Petra Brandla. Obrazy na oltářích Očišťování Panny Marie a sv. Františka Xaverského namalovali němečtí malíři Johann Kaspar Sing (1719) a Franz Haagen (kolem 1716). Autorem šestnácti menších olejomaleb českých patronů a jezuitských světců vzniklých v 60. letech 18. století je jezuitský malíř Ignác Raab, který je též autorem obrazu sv. Anny Samotřetí se sv. příbuzenstvem na bočním oltáři.

### Ikonostas
Novodobý ikonostas z 19. století, přenesený sem z kostela sv. Kříže na Novém Městě, byl nahrazen novým podle návrhu Karla Stádníka z roku 1984.